# هارييت لي
هارييت لي (بالإنجليزية: Harriet Lee)‏ (1757، لندن في المملكة المتحدة - 1 أغسطس 1851، برستل في المملكة المتحدة)؛ كاتِبة وروائية بريطانية.